# Amerikaanse bergspitsmuis
De Amerikaanse bergspitsmuis (Sorex monticolus)  is een zoogdier uit de familie van de spitsmuizen (Soricidae). De wetenschappelijke naam van de soort werd voor het eerst geldig gepubliceerd door Merriam in 1890.

## Voorkomen
De soort komt voor in Canada, Mexico en de Verenigde Staten.